# Metro de Riad

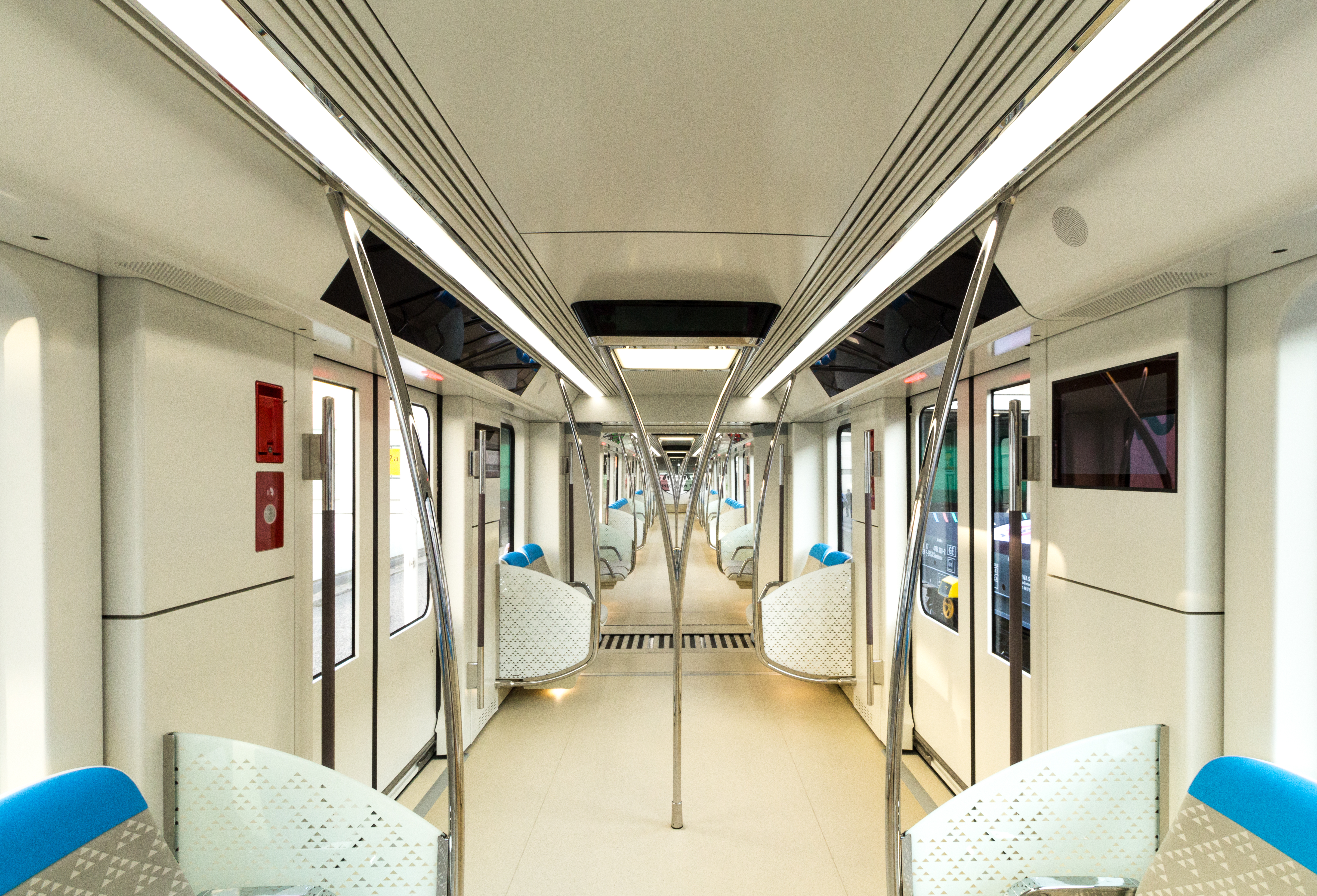
Interior Siemens Inspiro a la innoTrans 2016

El metro de Riad és un sistema de transport públic de tipus metro automàtic actualment en curs de construcció destinat a comunicar la ciutat de Riad, capital d'Aràbia Saudita. El projecte preveu en total 6 línies, 176 km de vies i 85 estacions. La seva posada en servei és prevista per a 2021. El projecte és supervisat per la High Comissió for the Development of ArRiyadh (ADA).

## Història

### Objectius del projecte
Riad, capital d'Aràbia Saudita amb més de cinc milions d'habitants, no disposava, a començament dels anys 2000, de cap infraestructura de transport públic. El desembre de 2011, les autoritats aproven un vast programa preveient la creació, ex nihilo, d'una xarxa de transport públic d'envergadura mundial al voltant de sis línies de metro i una xarxa d'autobusos. Aquest programa pretén posar a disposició de totes els grups de població i servei de transport públic adaptat, reduir la utilització del cotxe individual estrictament al mínim, permetre el futur desenvolupament de la ciutat i produir efectes positius sobre la circulació, l'economia, la societat i l'entorn de la capital.

### Ofertes
Les autoritats han decidit posar en marxa el projecte confiant la construcció i l'equipament, és a dir el subministrament dels trens i sistemes de senyalització, a agrupaments d'empreses, vertebrant de les peticions d'ofertes per lots de línia. La cerimònia de firma dels contractes va tenir lloc el 28 de juliol de 2013, en presència del governador de Riad, Khalid bin Bandar Al Saud. Els lots són llavors atribuïts de la manera següent:
- Les línies 1 i 2 són confiades al consorci BACS que reagrupa Bechtel, Almabani General Constractors, Consolidated Contractors Company, Siemens i Aecom[1][4][5]
- La línia 3 és confiada al consorci ANM que reagrupa Bombardier, Ansaldo STS, Impregilo SPA, Larsen & Toubro Limited, Nesma & Partners, Hyder Consulting, IDOM i Worley Parsons Arabia.[6]
- Les línies 4, 5 i 6 són confiades al consorci FAST que reagrupa FCC Construction S.A., Samsung C&T Corporation, Alstom Transport, Strukton Civiel, Freyssinet Saudi Arabia, Tecnica y Proyectos i Setec

La petició d'ofertes per a l'explotació i el manteniment del futur metro de Riad ha estat llançat per l'Alta Comissió al Desenvolupament de Riad (High Comission for the Development of ArRiyadh, ADA) el maig de 2015. Hitachi-Ansaldo STS, Keolis, MTR (metro d'Hong Kong), RATP Dev i Serco (explota i manté el Metro de Dubai) van ser els candidats.
El 18 de setembre de 2018, és confirma l'adjudicació del contracte d'explotació i de manteniment de les línies 1 (blava) i 2 (vermella) a RATP Dev en cooperació amb SAPTCO per a una durada de 12 anys. Les línies 3 (taronja), 4 (groga), 5 (verda) i 6 (violeta) seran explotades i mantingudes pel consorci FLOW reagrupant Ferrovie dello Stato Italiane, Alstom i Ansaldo STS.

## Línies
| Línia           | Longitud | Estacions | Recorregut                                                 | Costos          | Consorci |
| --------------- | -------- | --------- | ---------------------------------------------------------- | --------------- | -------- |
| (1) Blue Line   | 38 km    | 26        | Olaya Road - Al Hayer Road                                 | $ 6.561.627.163 | BACS     |
| (2) Red Line    | 25 km    | 16        | King Abdullah Road - King Fahad Stadium                    | $ 2.885.440.337 | BACS     |
| (3) Orange Line | 41 km    | 22        | Madina Al Munawra - Rahman Al Awal Road                    | $ 5.211.926.731 | ANM      |
| (4) Yellow Line | 30 km    | 9         | King Khalid International Airport Road                     | $ 3.060.788.759 | FAST     |
| (5) Green Line  | 13 km    | 12        | King Abdul Aziz Road                                       | $ 2.662.558.659 | FAST     |
| (6) Purple Line | 30 km    | 11        | Abdul Rahman bin Ouf Road - Sheikh Hassan bin Hussein Road | $ 2.167.973.532 | FAST     |

### Línia 1
La Blue Line construïda sobre un eix nord-sud, a partir de la Prince Salman Bin Abdul Aziz Street al nord i acabant al suburbi de Dar Al Badia al sud, travessarà el barri d'Olaya i Batha streets. La seva longitud serà de 38 km, comptarà amb 22 estacions i disposarà de 4 correspondències amb les línies 2, 3, 4, 5 i 6.

### Línia 2
La Red Line, orientada est-oest, comunicarà la King Abdullah Road, entre la universitat del Rei-Saoud i l'estadi King Fahad Stadium. En part del seu recorregut, la línia és duplicada per una autopista. La seva longitud serà de 25,3 km, comptarà 13 estacions i disposarà de correspondències amb les línies 1, 5 i 6.

### Línia 3
L' Orange Line recorrerà un eix est-oest al llarg d' Al – Madinah Al Munawwarah Road i Prince Saad Bin Abdulrahman Al Awal Road, a partir de la via express que va cap a Jiddah a l'oest i acabant a prop del camp de la Guàrdia nacional a Khashm El Aan. El metro serà una línia aèria al llarg de la part oest d'Al - Madinah Al Munawwarah Road, a continuació serà subterrània a la secció central de la línia, sobretot al llarg de la Prince Ibn Saad Abdulrahman Road. La longitud de la línia serà d'aproximadament 40,7 km i disposarà de 20 estacions, de les quals dues seran correspondències amb les línies 1 i 6.

### Línia 4
La Yellow Line arriba a l'aeroport internacional del rei Khaled des del King Abdullah Financial Districte. La longitud de la línia serà d'aproximadament 29,6 km i serà essencialment aèria, disposarà de 8 estacions (de les quals 3 seran comunes amb la línia 6), a més d'una parada de correspondència amb la línia 1.

### Línia 5
La Green Line serà una línia subterrània al llarg de King Abdulaziz Street, entre l'Abdul Aziz Historical Centre i la base aèria de Riad, abans de connectar amb la King Abdullah Road. La longitud de la línia serà d'aproximadament 12,9 km i disposarà de 10 estacions, de les quals dues de correspondència amb les línies 1 i 2.

### Línia 6
La Purple Line serà una línia semicircular a partir de King Abdullah Financial Districte, passant per la Universitat islàmica Imam Mahammed Ibn Saud i acabant a Prince Saad Ibn Abdulrahman Al Awal Road. Serà essencialment una línia aèria excepte al llarg de Sheikh Hasan Bin Hussein Bin Ali Street. La longitud de la línia serà d'aproximadament 29,9 km i disposarà de 8 estacions (3 de les quals seran comunes amb la línia 4), i tindrà 3 de correspondència amb les línies 1, 2 i 3.

## Estacions
Per a les tres parades d'intercanvi (Iconic Stations) un concurs internacional d'arquitectura ha permès escollir tres projectes:
- Agarbar Architekten (Alemanya), per a la parada Olaya Metro Station[15]
- Snøhetta (Noruega), per a l'estació Qasr Al Hokm Downtown Metro Station[16]
- Zaha Hadid (Gran Bretanya), per a l'estació King Abdullah Financial Districte Metro Station (KAFD)[17]

## Explotació

### Material rodant
Les línies estan previstes per funcionar de manera completament automàtica.
A conseqüència de l'atribució de la concepció i de la construcció del metro de Riad en tres grans lots, les línies 1 i 2 seran equipades amb trens Siemens. El 23 de febrer els primers trens de Siemens han estat acabats a Viena.
La línia 3 serà equipada de trens d'Ansaldo STS/Bombardier i les línies 4, 5 i 6 amb combois lliurats per Alstom. El metro de Riad funcionarà de manera automàtica sense conductor a bord.
Alstom lliurarà 69 trens de tipus Metropolis de 36 metres cadascun per a 1,2 mil milions d'euros així com la senyalització. Els trens, compostos de 3 elements motores, per tal de poder salvar pendents del 60 %, seran dividits en 2 classes, però la segona classe comprendrà espais diferents per a les famílies i per homes sols. Els trens d'Alstom es construeixen a Katowice, Polònia. Siemens produirà 74 trens de tipus Inspiro per a les línies 1 (45 trens de quatre vagons) i 2 (29 de dos vagons). Aquests últims tenen una estructura d'alumini i poden rodar fins a 90 km/h. Bombardier lliurarà 47 trens de 2 vagons de tipus Innovia 300 per a la línia 3.